# Distrito de Gadag
Gadag  (en canarés; ಗದಗ ಜಿಲ್ಲೆ ) es un distrito de India, en el estado de Karnataka . 
Comprende una superficie de 4 656 km².
El centro administrativo es la ciudad de Gadag-Betageri.

## Demografía
Según censo 2011 contaba con una población total de 1 065 235 habitantes.